# Невидљиви батаљон
„Невидљиви батаљон” је југословенски и словеначки филм први пут приказан 24. новембра 1967. године. Режирао га је Јане Кавчич а сценарио су написали Јане Кавчич, Иван Рибич и Франце Штиглиц

## Улоге
| Глумац          | Улога                             |
| --------------- | --------------------------------- |
| Миха Балох      | Црноласец                         |
| Милан Срдоч     | Лојз                              |
| Деметер Битенц  | Лајтнант                          |
| Данило Безлај   | Доктор                            |
| Борис Трпин     | Гефрејтер                         |
| Јанез Шкоф      | Павлић                            |
| Лојзе Розман    | Михов оце                         |
| Андреј Нахтигал | Стефан                            |
| Ника Јуван      | Милетова мама (као Ника Јуванова) |
| Марија Бенко    | Тинина мама                       |
| Метка Бучар     | Здравникова мати                  |
| Матјаж Кокољ    |                                   |
| Франци Прус     | Пацијент                          |

Остале улоге  ▼
| Глумац          | Улога              |
| --------------- | ------------------ |
| Јуре Арко       |                    |
| Петер Бертолино |                    |
| Миха Дерганец   |                    |
| Клара Јанковић  |                    |
| Мартин Лумбар   | Андреј             |
| Матија Поглајен |                    |
| Митја Примец    |                    |
| Јасмин Скодлар  |                    |
| Андреј Трков    | (као Транци Трков) |
| Изток Урбанц    |                    |
| Рајка Велдин    |                    |
| Маја Залетел    |                    |